# Helgafellssveit
Helgafellssveit es un municipio de Islandia. Se encuentra en la zona central de la región de Vesturland y en el condado de Snæfellsnes- og Hnappadalssýsla.
Se encuentra en las coordenadas: 65°02′28″N 22°43′45″O / 65.04111, -22.72917

## Población y territorio
Tiene un área de 243 kilómetros cuadrados. Es el menos poblado de Islandia, con 61 habitantes (censo de 2011). Su densidad es de 0,25 habitantes por kilómetro cuadrado. 